# Peter Sellers and the Hollywood Party (album)
Peter Sellers and the Hollywood Party è l'album d'esordio dell'omonimo gruppo, pubblicato nel 1987 per la Toast Records.

## Il disco
Il disco, pubblicato solo in vinile, rappresenta uno dei migliori esempi di neopsichedelia italiana degli anni ottanta  sebbene acusticamente mostri i limiti di una registrazione quasi artigianale, migliorata nel disco successivo To Make a Romance out of Swiftness.

### Lato A
1. October 20
2. Sweet Insanity
3. Silent Clouds
4. Apples and Oranges

### Lato B
1. Painter Man
2. No Way Out
3. October 20 (part II)